# (3287) Olmstead
(3287) Olmstead ist ein marsbahnstreifender Asteroid des Hauptgürtels, der am 28. Februar 1981 vom amerikanischen Astronomen Schelte John Bus am Siding-Spring-Observatorium (IAU-Code 413) in Australien entdeckt wurde.
Benannt wurde der Asteroid nach der US-amerikanischen Astronomin und Asteroidenentdeckerin C. Michelle Olmstead.